# Hippophae goniocarpa
Hippophae goniocarpa är en havtornsväxtart som beskrevs av Y.S.Lian et al., Swenson och Bartish. Hippophae goniocarpa ingår i släktet Hippophae och familjen havtornsväxter. Inga underarter finns listade i Catalogue of Life.